# Флаг Палласовского района
Флаг Палла́совского муниципального района Волгоградской области Российской Федерации.

## Описание
«Прямоугольное полотнище с отношением ширины к длине 2:3, воспроизводящее композицию герба Палласовского муниципального района в красном и жёлтом цветах».

## Обоснование символики
Символика флага отражает природно-географические и экономические особенности Палласовского района.
Орёл — символ высоты духа и духовного принципа. Подобно льву среди зверей, орёл воспринимается как королевская птица. Широко используется в системе символизации в связи с солнцем и небом. Способность быстро летать и подниматься так высоко, чтобы превосходить низкие силы — основная характеристика символики орла. Орёл степняк как олицетворение просторов Палласовского района.
Звезда — символ вечности, энергии, славы. Двенадцатилучевая — соединение друзей. Число литер в слове «Палласовский» совпадает с числом лучей в звезде — двенадцатью.
Раковина — символ женского водного начала, вселенской матки, порождающей все живое. Недаром озеро Эльтон — главная достопримечательность района, уникальный природный объект, воды которого обладают целебными свойствами и имеют большую хозяйственную ценность, олицетворяют с всероссийской здравницей.
Червень (красный) — символ храбрости, мужества, неустрашимости.
Золотой (жёлтый) цвет напоминает о бескрайних пшеничных полях и о пустынях и символизирует высшую ценность, прочность, силу, богатство, процветание, справедливость и великодушие.